# Idiops germaini
Espèce
Idiops germaini est une espèce d'araignées mygalomorphes de la famille des Idiopidae.

## Distribution
Cette espèce est endémique de l'État de Rio de Janeiro au Brésil,.

## Description
Le mâle décrit par Fonseca-Ferreira, Guadanucci, Yamamoto et Brescovit en 2021 mesure 12 mm et la femelle 16,6 mm.

## Étymologie
Cette espèce est nommée en l'honneur de P. Germain.

## Publication originale
- Simon, 1892 : Histoire naturelle des araignées. Paris, vol. 1, p. 1-256 (texte intégral).